# SteM Zwijgershoek
SteM Zwijgershoek, voluit geschreven Stedelijk Museum Zwijgershoek, is een museum in de Oost-Vlaamse stad Sint-Niklaas. Het is een van de drie musea die onder de noemer Stedelijke Musea vallen en dus beheerd worden door de stad zelf. De andere twee zijn het Mercatormuseum en de Curiosum.

## Geschiedenis
In 1971 kocht het stadsbestuur van Sint-Niklaas de gebouwen van de voormalige weverij Peeters-Van Haute-Duyver. In 1975 vond het Internationaal Exlibriscentrum hier een onderkomen. Stelselmatig werd de collectie uitgebreid, met onder meer een kapperscollectie (1985), de Boudelocollectie (1991) en de breigoedcollectie (1991). Vanaf 2005 werd de site gerenoveerd. De heropening gebeurde op 22 november 2008. Van 2012 tot 2015 werd de permanente tentoonstelling van het museum inhoudelijk vernieuwd.

## Collectie
Het grootste gedeelte van de verzameling bestaat uit stukken stedelijk kunstpatrimonium, waarvan een aanzien gedeelte schilderijen en grafiek. Ook andere objecten die een grote heemkundige waarde hebben, worden tentoongesteld. Ook huisvest het museum het "open depot", de opslagplaats van de stedelijke musea waar verschillende werken bewaard worden. De collectie wordt gepresenteerd in drie thema's: 
- "Mens en Materie"
- "Mens en Machine"
- "Mens en zijn Lichaam"

Daarnaast beheert het museum ook de collectie van het Internationaal Exlibriscentrum.

## Galerij

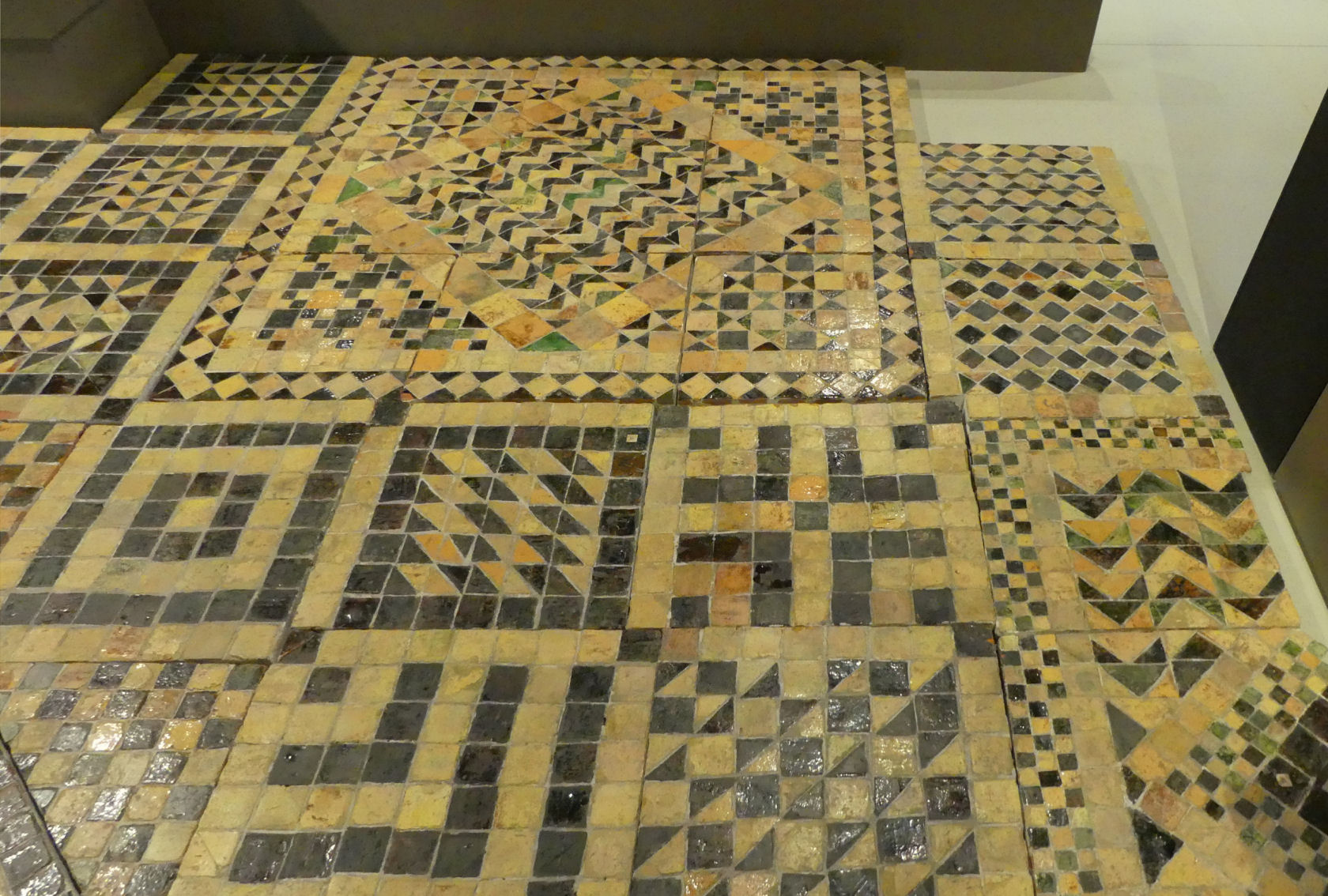
fragmenten van de vloer, OLV van Baudeloo-abdij.
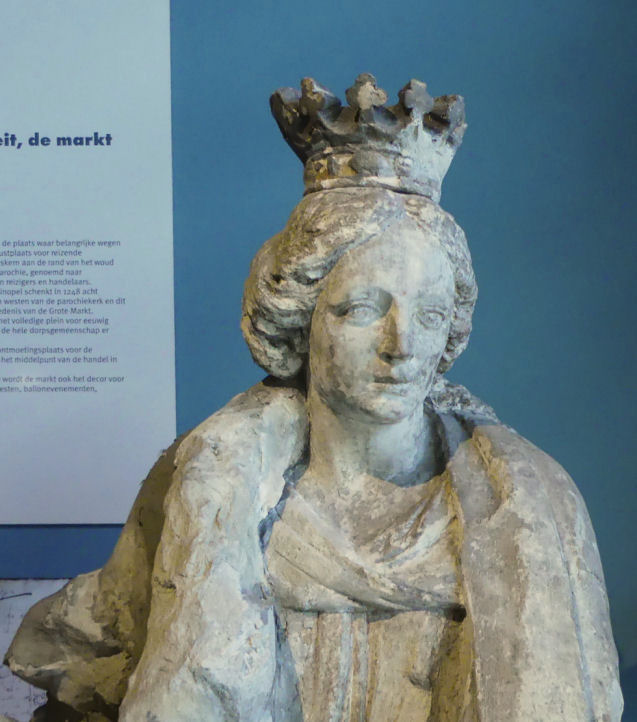
O.L.V.-beeld in zandsteen, door Lucas Faydherbe
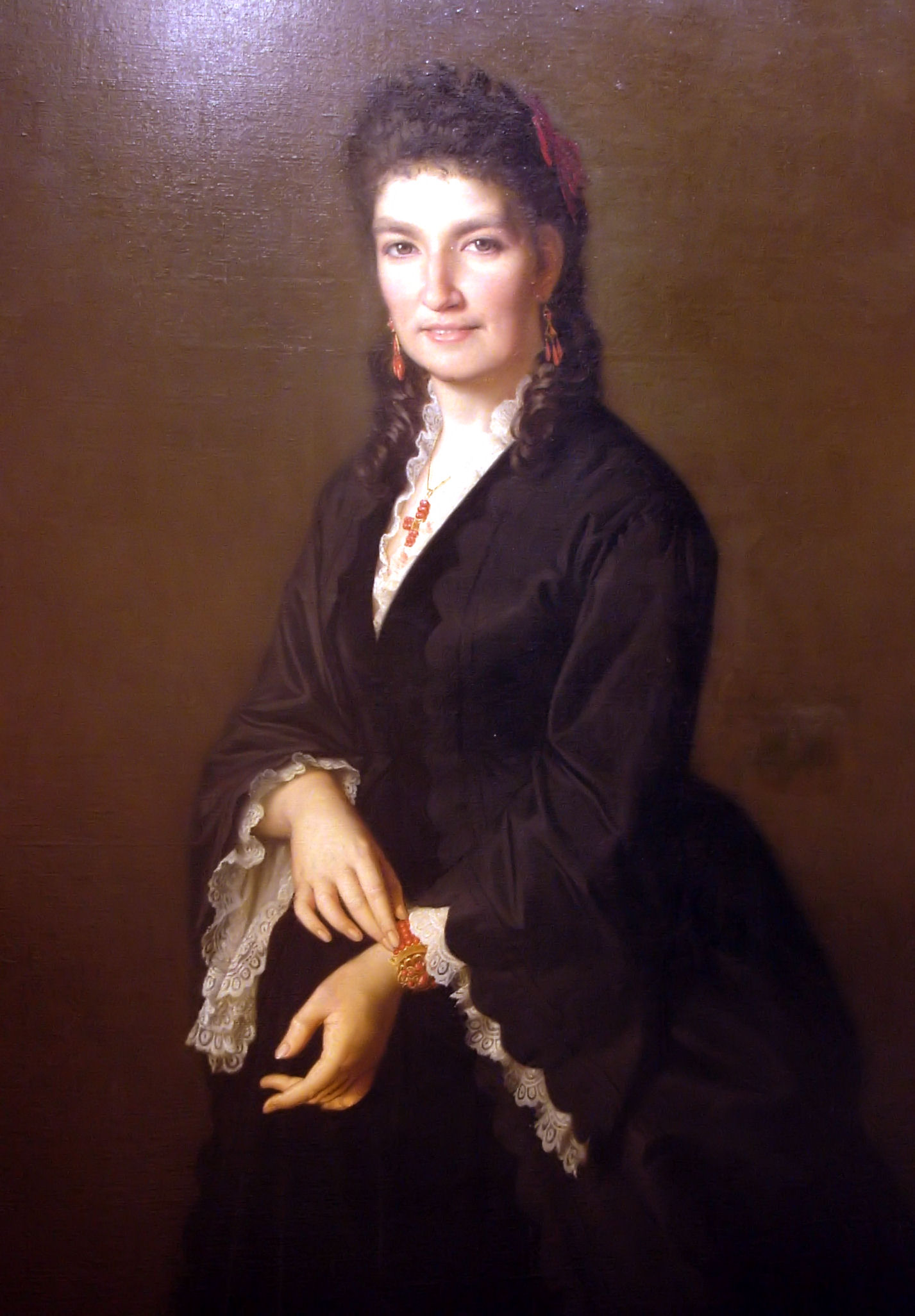
Portret van Cecilia van Eyck door August De Wilde, zij was de  tante van Edmond Meert en Albert Reychler.
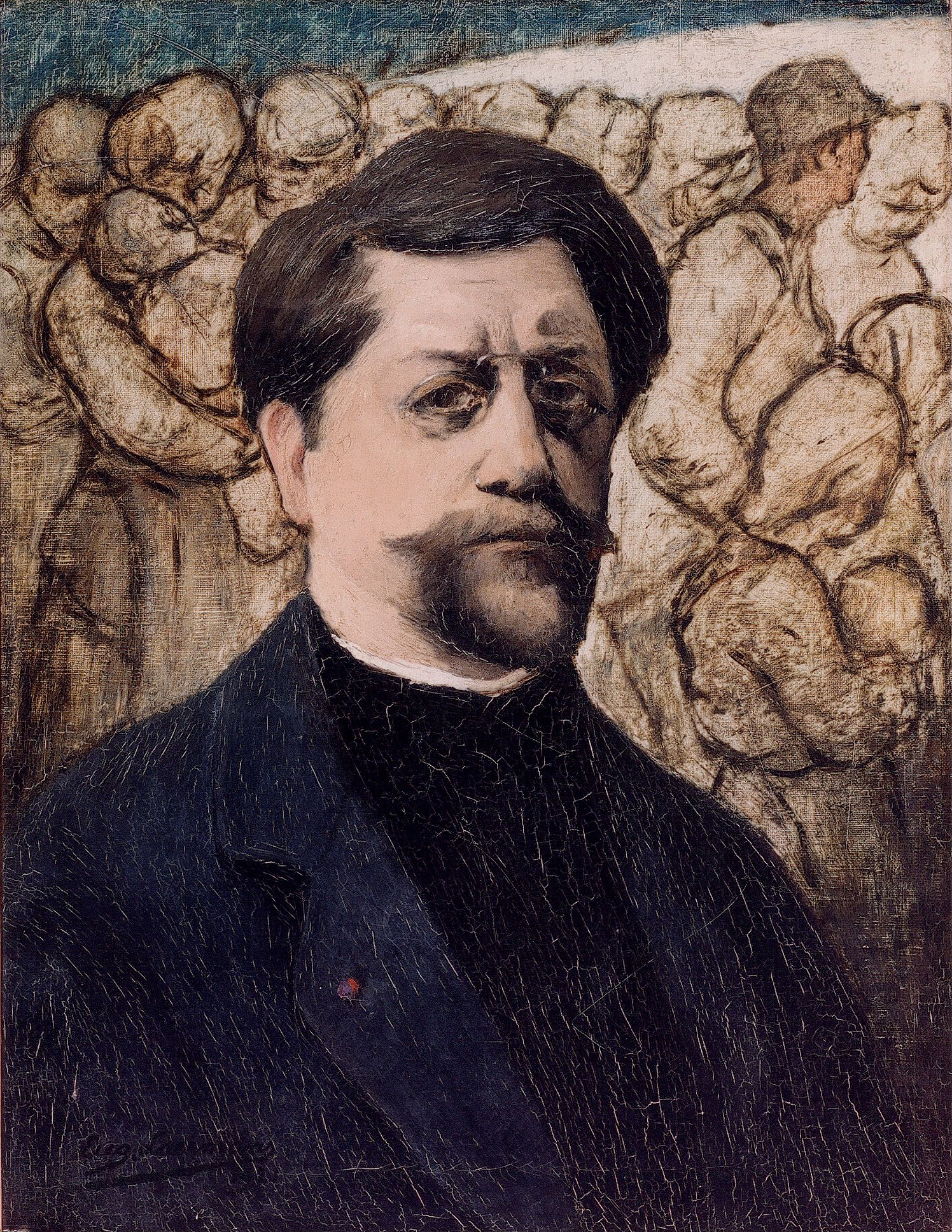
Zelfportret door Eugène Laermans
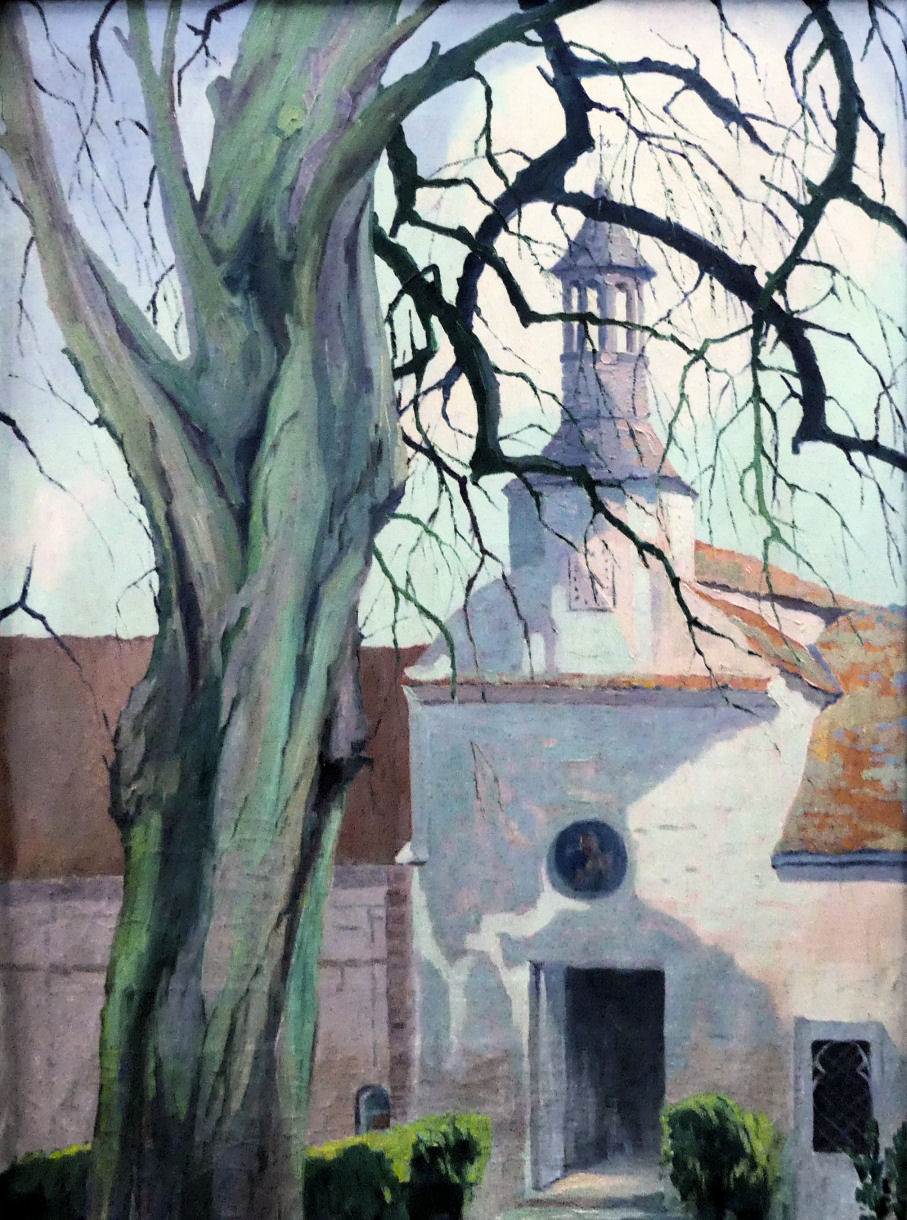
Slotkapel te Rosières, door Jef De Pauw
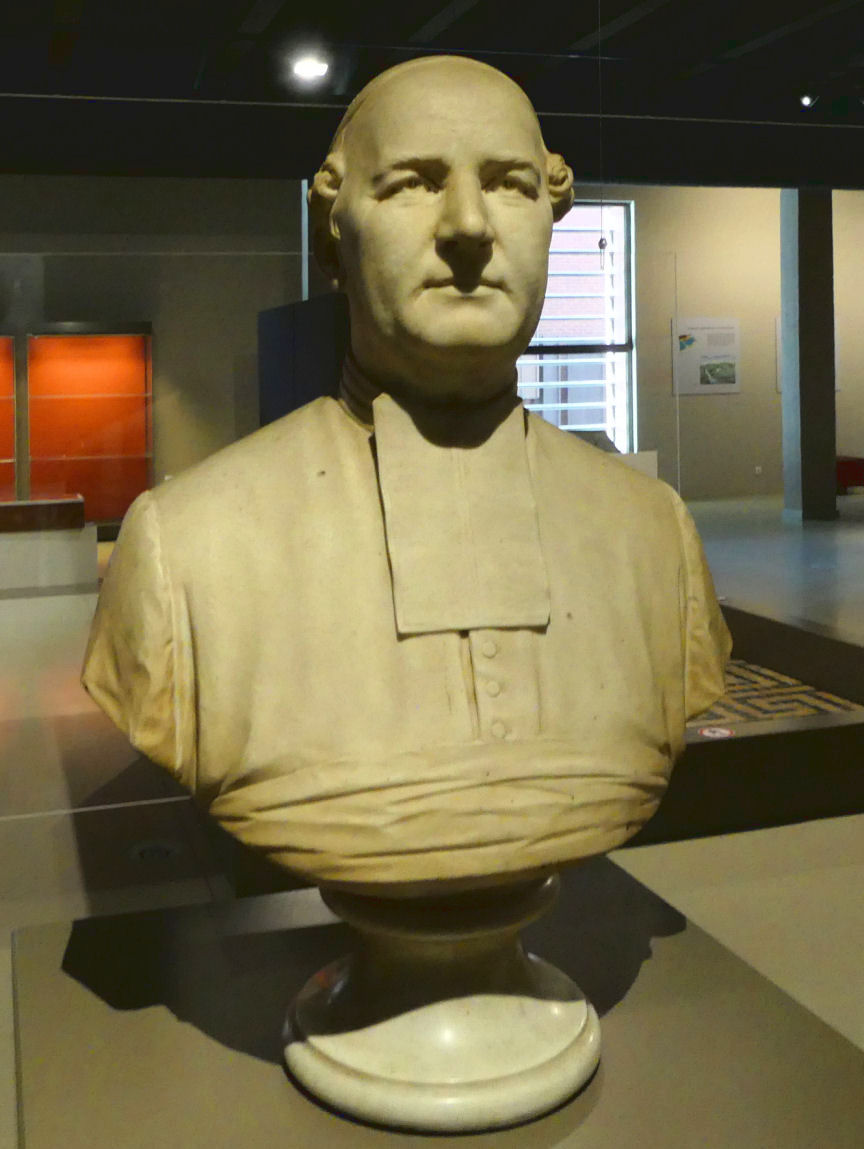
Buste van Pastoor de Meerleer, door Jan Frans Van Havermaet
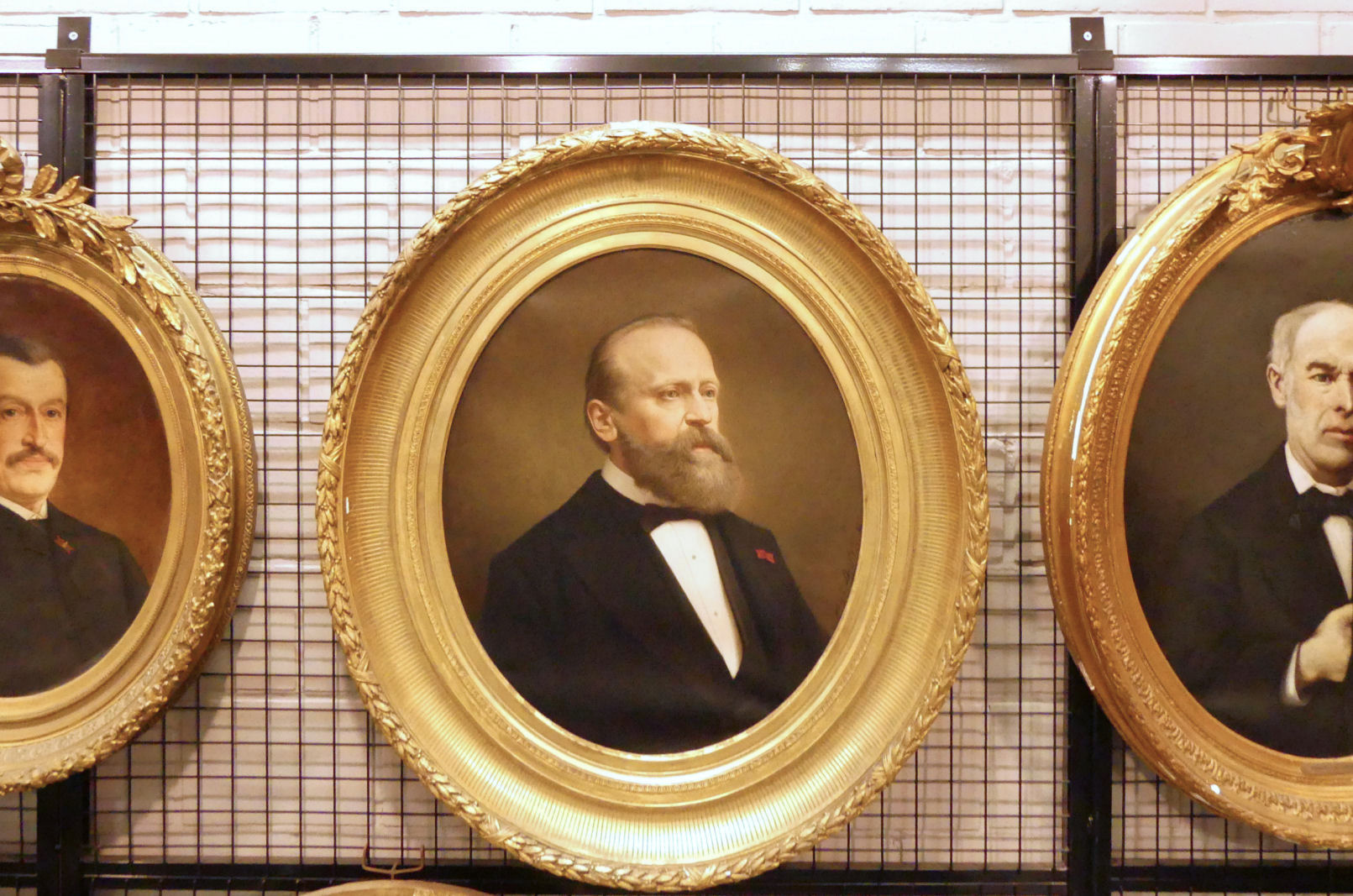
Open depot, met portretten door Frans De Wilde
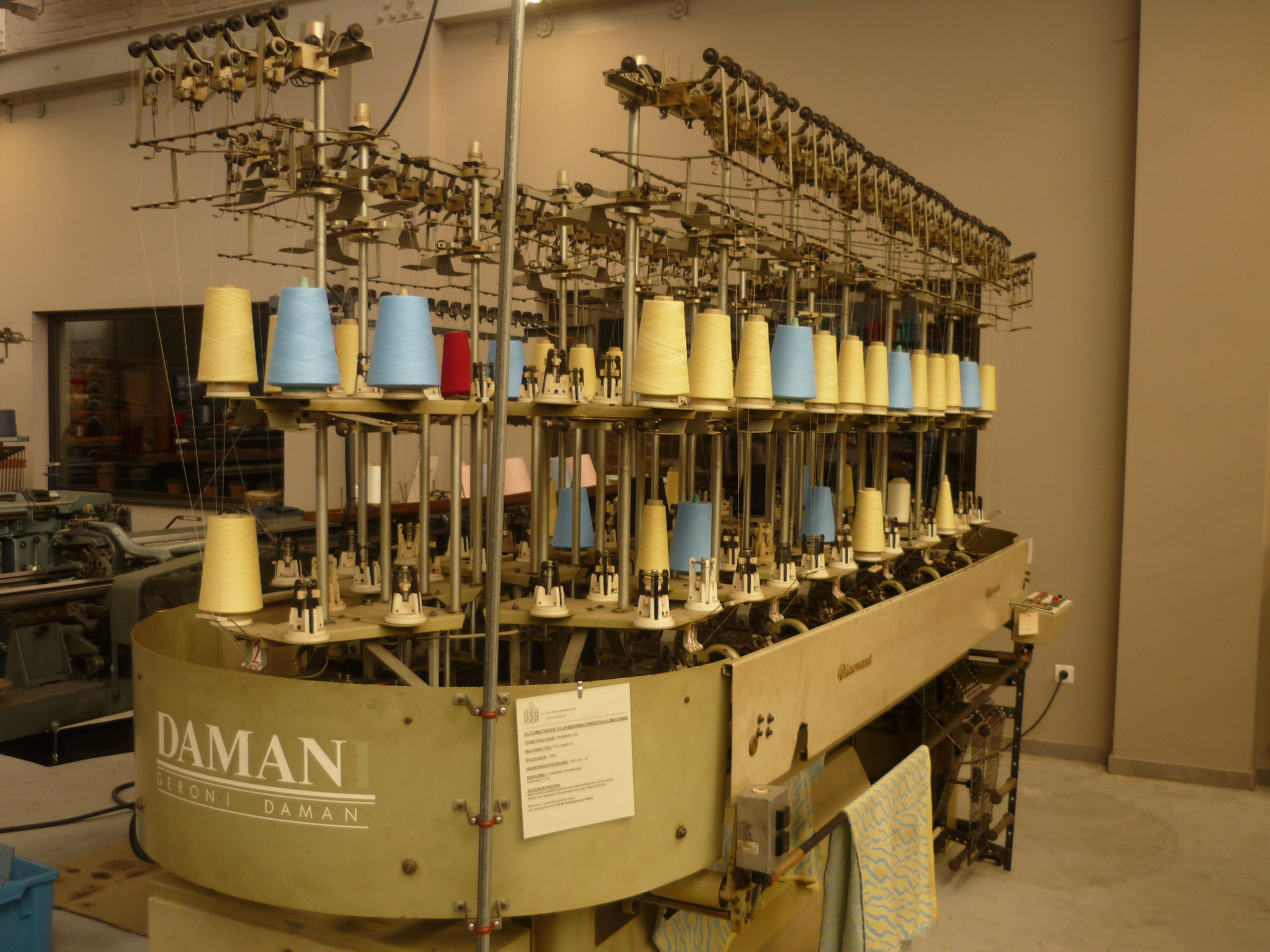
Een vlakbreimachine in het SteM